# Sylvia Moy
Sylvia Moy (née Sylvia Rose Moy le 15 septembre 1938 à Détroit, morte le 15 avril 2017 à Dearborn) était une parolière et productrice de disques américaine.
Première femme à écrire et produire pour le label Motown, elle est principalement connue pour les chansons qu'elle écrit pour ou en collaboration avec Stevie Wonder.

## Biographie
Sylvia Rose Moy nait le 15 septembre 1938 à Détroit. Fille de Melvin Moy, réparateur d'appareils électroménagers, et Hazel Redgellet, aide-ménagère originaire de l'Arkansas, elle grandit au nord-est de Détroit avec ses huit frères et sœurs. Elle entre au Northern High School (en) de Détroit, où, encouragée par ses professeurs, elle étudie la musique classique tout en s'exerçant au jazz. Elle enregistre quelques démos de ses compositions et les fait parvenir à plusieurs maisons de disque lors d'un voyage à New York, sans succès.
Au début des années 1960, elle se produit au Baker's Keyboard Lounge (en) et au Caucus Club de Détroit où elle est repérée en 1963 par Marvin Gaye et William "Mickey" Stevenson qui lui proposent une audition au siège de la Motown. Elle y présente ses chansons devant Stevenson, Henry Cosby, le trio Holland-Dozier-Holland et Ivy Jo Hunter (en) puis se voit offrir des contrats d'enregistrement et d'écriture dès 1964. Toutefois, à cette époque, la Motown possède déjà un large catalogue d'artistes et le label la cantonne à la production de textes pour ses artistes. Moy va donc mettre ses espoirs de carrière de chanteuse entre parenthèses et se focalisera sur l'écriture. La chanson I’m Still Loving You de Kim Weston figure parmi ses premières créations.
Berry Gordy souligne dans son autobiographie que Moy est directement responsable du maintien de Stevie Wonder au sein de la Motown. Il écrit qu'à la puberté de Stevie Wonder, sa voix muant, il souhaitait mettre fin au contrat du jeune chanteur. C'est Moy qui lui demanda s'il reconsidérerait la situation si elle proposait un hit à Wonder, ce qu'il accepta. Et ce fut le cas avec Uptight (Everything's Alright), qu'elle coécrit avec Henry Cosby après une improvisation de Wonder au piano. Le titre atteint la troisième place du Billboard Hot 100, relançant la carrière du jeune Wonder et convaincant Gordy de confier une place de choix à Moy dans l'équipe créative de la Motown. Wonder dira d'elle : "Sylvia Moy a enrichi mes chansons avec ses plus beaux textes mais [...] m'a aussi aidé à devenir un bien meilleur auteur”.
Parmi ses autres grands succès d'écriture à la Motown figurent My Cherie Amour et I Was Made to Love Her pour Stevie Wonder ou Honey Chile (en) pour Martha and the Vandellas. Elle coécrit également This Old Heart of Mine (Is Weak for You) avec le trio Holland-Dozier-Holland pour The Isley Brothers et It Takes Two (en) avec William "Mickey" Stevenson pour Marvin Gaye et Kim Weston. Elle aura également l'occasion d'écrire pour Shorty Long (en) en 1969.
Elle est considérée comme l'autrice la plus importante et la première femme productrice de disques de la Motown, (parfois sans être explicitement créditée), fonction qu'elle occupera conjointement avec Raynoma Gordy Singleton, l'épouse de Berry Gordy.
Quittant la Motown en 1973 lorsque le label déménage à Los Angeles, elle souhaite toujours devenir chanteuse et signe chez 20th Century Fox Records (en) où elle enregistre And This Is Love. Dans les années 1980, elle fonde le label Michigan Satellite Records puis crée le studio d'enregistrement Masterpiece Sound à Détroit. Elle y produira notamment l'album Person to Person de Ortheia Barnes (en) en 1986, coécrivant la plupart des chansons et le diffusant via son label. Après son départ de la Motown, Moy écrira et produira encore plus de cent chansons via sa société Muziki Publishing Company.
À la fin des années 1980, elle continue à écrire et produire pour d’autres labels, notamment avec Ian Levine pour son projet Motorcity Records (en). Avec lui, Moy enregistrera un deuxième single, Major Investment, sur son label Nightmare Record.
Elle collaborera également sur plusieurs génériques de séries télévisées (Quoi de neuf docteur ?, Les Années coup de cœur et Petite Fleur) et sur quelques musiques de films (Professeur Holland et Génération sacrifiée). Elle met également en place une organisation à but non lucratif à Détroit, le Center for Creative Communications, qui encadre les enfants défavorisés souhaitant développer des compétences dans le secteur des médias et de la télécommunication.
Ses chansons sont reprises dans plusieurs films, parmi lesquels Lunes de Fiel (1992), Papa, j'ai une maman pour toi (1995), Espion et Demi (2002) ou Sale Temps à l'Hotel El Royale (2018) pour lequel la chanson This Old Heart of Mine (Is Weak for You) sera nommée aux OFTA Awards.
Elle aura écrit plus de 180 chansons durant sa carrière.
Sylvia Moy meurt de complications d'une pneumonie à Dearborn dans le Michigan, le 15 avril 2017 à l'âge de 78 ans,.

## Récompenses
En 1969, Moy remporte trois BMI Awards pour les chansons Honey Chile (en), I Was Made to Love Her et Shoo-Be-Doo-Be-Doo-Da-Day.
En 2006, elle est introduite au Songwriters Hall of Fame aux côtés de Henry Cosby, par Stevie Wonder, soirée durant laquelle il leur rendra hommage en interprétant My Cherie Amour.
Durant sa carrière, elle sera nommée pour six Grammy Awards et vingt BMI Awards.

## Discographie

### Écriture (sélection)
Le tableau ci-dessous reprend les principaux succès coécrits par Sylvia Moy.
| Année | Titre                                    | Artiste(s)               | Classements    | Auteurs                                |
| ----- | ---------------------------------------- | ------------------------ | -------------- | -------------------------------------- |
| 1965  | Uptight (Everything's Alright)           | Stevie Wonder            | US #3, UK #14  | Henry Cosby, Sylvia Moy, Stevie Wonder |
| 1966  | My Baby Loves Me (en)                    | Martha & the Vandellas   | US #22         | Moy, William Stevenson, Ivy Jo Hunter  |
| 1966  | Nothing's Too Good for My Baby           | Stevie Wonder            | US #20         | Cosby, Moy, Stevenson                  |
| 1966  | This Old Heart of Mine (Is Weak for You) | The Isley Brothers       | US #12         | Holland–Dozier–Holland, Moy            |
| 1966  | It Takes Two (en)                        | Marvin Gaye & Kim Weston | US #14         | Moy, Stevenson                         |
| 1966  | With a Child's Heart                     | Stevie Wonder            | US R&B#8       | Cosby, Moy, Vicki Basemore             |
| 1967  | I Was Made to Love Her                   | Stevie Wonder            | US #2, UK #5   | Cosby, Moy, Wonder, Lula Mae Hardaway  |
| 1967  | I'm Wondering                            | Stevie Wonder            | US #12, UK #12 | Cosby, Moy, Wonder                     |
| 1967  | Love Bug Leave My Heart Alone (en)       | Martha & the Vandellas   | US #25         | Moy, Richard Morris (en)               |
| 1967  | Honey Chile (en)                         | Martha & the Vandellas   | US #11         | Moy, Morris                            |
| 1968  | Shoo-Be-Doo-Be-Doo-Da-Day                | Stevie Wonder            | US #9          | Cosby, Moy, Wonder                     |
| 1969  | My Cherie Amour                          | Stevie Wonder            | US #4, UK #4   | Cosby, Moy, Wonder                     |
| 1969  | (We've Got) Honey Love (en)              | Martha & the Vandellas   | US #56         | Moy, Morris                            |
| 1970  | Never Had a Dream Come True              | Stevie Wonder            | US #67, UK #6  | Cosby, Moy, Wonder                     |
| 1971  | Forget Me Not (en)                       | Martha & the Vandellas   | UK #11         | Moy, Morris                            |

### Singles
| Année | Titre            | Label                         | Auteur(s)                             |
| ----- | ---------------- | ----------------------------- | ------------------------------------- |
| 1973  | And This Is Love | 20th Century Fox Records (en) | Sylvia Moy, Frederick Long            |
| 1989  | Major Investment | Nightmare Records             | Sylvia Moy, Ian Levine, Steven Wagner |